# Coppa dei Campioni 1994-1995 (hockey su pista)
La Coppa dei Campioni 1994-1995 è stata la 30ª edizione della massima competizione europea di hockey su pista riservata alle squadre di club. Il torneo ha avuto inizio il 23 febbraio e si è concluso il 20 maggio 1995.
Il titolo è stato conquistato dall'Igualada per la terza volta nella sua storia.

## Squadre partecipanti
| Nazione     | Club             | Città      | Qualificazione                                                                      |
| ----------- | ---------------- | ---------- | ----------------------------------------------------------------------------------- |
| Austria     | Villach          | Villach    | 1º nel campionato austriaco 1994, campione d'Austria                                |
| Francia     | SCRA Saint-Omer  | Saint-Omer | 1º in Nationale 1 1993-1994, campione di Francia                                    |
| Germania    | Remscheid        | Remscheid  | 1º in Rollhockey-Bundesliga 1993-1994, campione di Germania                         |
| Inghilterra | Herne Bay United | Herne Bay  | 1º in Roller Hockey Premier League 1993-1994, campione d'Inghilterra                |
| Italia      | Novara           | Novara     | 1º in Serie A1 1993-1994, vince i play-off, campione d'Italia                       |
| Portogallo  | Benfica          | Lisbona    | 1º in 1ª Divisão 1993-1994, campione del Portogallo                                 |
| Spagna      | Barcellona       | Barcellona | 2º in División de Honor 1993-1994                                                   |
| Spagna      | Igualada         | Igualada   | Campione d'Europa in carica e 1º in División de Honor 1993-1994, campione di Spagna |
| Svizzera    | Thunerstern      | Thun       | 1º in Lega Nazionale A 1994, campione di Svizzera                                   |

## Risultati

### Primo turno
| Squadra 1  | Totale | Squadra 2   | Andata | Ritorno |
| ---------- | ------ | ----------- | ------ | ------- |
| Barcellona | 14 - 0 | Thunerstern | 4 - 0  | 10 - 0  |

### Quarti di finale
| Squadra 1        | Totale | Squadra 2       | Andata | Ritorno |
| ---------------- | ------ | --------------- | ------ | ------- |
| Barcellona       | 6 - 8  | Benfica         | 5 - 0  | 1 - 8   |
| Herne Bay United | 5 - 49 | Novara          | 2 - 29 | 3 - 20  |
| Igualada         | 21 - 5 | SCRA Saint-Omer | 15 - 1 | 6 - 4   |
| Villach          | 8 - 24 | Remscheid       | 3 - 10 | 5 - 14  |

### Semifinali
| Squadra 1 | Totale | Squadra 2 | Andata | Ritorno |
| --------- | ------ | --------- | ------ | ------- |
| Benfica   | 10 - 7 | Novara    | 5 - 1  | 5 - 6   |
| Igualada  | 36 - 5 | Remscheid | 20 - 2 | 16 - 3  |

### Finale
| Squadra 1 | Totale | Squadra 2 | Andata | Ritorno |
| --------- | ------ | --------- | ------ | ------- |
| Benfica   | 5 - 6  | Igualada  | 4 - 3  | 1 - 3   |

#### Andata
| Lisbona 6 maggio 1995 | Benfica | 4 – 3 | Igualada |  |

#### Ritorno
| Igualada 20 maggio 1995 | Igualada | 3 – 1 | Benfica | Poliesportiu Les Comes |